# Kanton Saint-Brieuc-Nord
Der Kanton Saint-Brieuc-Nord war bis 2015 ein französischer Wahlkreis im Arrondissement Saint-Brieuc, im Département Côtes-d’Armor und in der Bretagne. Er umfasste die Viertel Saint-Michel, Cesson-Ville Bastard, Ginglin und Europe der Stadt Saint-Brieuc.

## Bevölkerungsentwicklung
| 1990   | 1999   | 2006   | 2012   |
| ------ | ------ | ------ | ------ |
| 14.768 | 14.764 | 14.399 | 14.037 |